# Burg Odenbach
Die Burg Odenbach, später auch Weiherturm genannt, ist die Ruine einer Wasserburg in der Ortsgemeinde Odenbach im Landkreis Kusel in Rheinland-Pfalz.

## Geschichte
Die in der Zeit von 1150 bis 1180 von den Grafen von Veldenz an der Einmündung des Odenbachs in den Glan erbaute Wasserburg (später auch als Wasserschloss bezeichnet) wurde 1202 erwähnt. Weiterer Besitzer der Burg war das Herzogtum Pfalz-Zweibrücken. Ab 1620 bis 1623 wurde die Burg unbewohnbar und 1683 der Turm bei einer Sprengung durch die Franzosen zerstört. Im Winter 1850/51 stürzte der Rest der Burg zusammen. Von der ehemaligen Burganlage ist noch der sanierte Rest des spätromanischen Bergfrieds, der heutige Weiherturm, als Wahrzeichen der Gemeinde erhalten sowie die sanierte und begehbare Ringmauer.

## Varia
Herzog Friedrich Ludwig von Pfalz-Zweibrücken-Landsberg (1619–1681), Regent des Herzogtums Pfalz-Zweibrücken, heiratete nach dem Tode seiner ersten Gattin Juliane Magdalena von Pfalz-Zweibrücken (1621–1672) die bürgerliche Gemahlin Maria Elisabeth Hepp (1635–1722). Da es sich hierbei um eine standesmäßig nicht ebenbürtige Ehefrau handelte, sollten die Kinder aus dieser Verbindung nicht dynastisch erbberechtigt sein und erhielten Rang und Namen als Freiherrn von Fürstenwärther, Burgsassen zu Odenbach. Der auf die Burg Odenbach hinweisende Namenszusatz blieb jedoch nur ein wohlklingender Titel, da die Anlage damals bereits unbewohnbar war. Als Wappen trägt die Familie einen Turm, der vermutlich ebenfalls jenen der Burg Odenbach symbolisiert. Der bekannteste dieser Namensträger war der österreichische Feldmarschallleutnant Freiherr Friedrich Karl von Fürstenwärther (1769–1856), auf dessen offiziellen Porträts der Odenbacher Namenszusatz meist verzeichnet ist.